# Santa Clara (Coimbra)
Santa Clara is een plaats (freguesia) in de Portugese gemeente Coimbra en telt 9 637 inwoners (2001).